# Ostracoberyciden
Ostracoberyciden (Ostracoberycidae) zijn een familie van straalvinnige vissen uit de orde van Baarsachtigen (Perciformes).

## Geslacht
- Ostracoberyx Fowler, 1934